# Aulacus striatus
Aulacus striatus är en stekelart som beskrevs av Louis Jurine 1807.
Aulacus striatus ingår i släktet Aulacus och familjen vedlarvsteklar. Enligt den finländska rödlistan är arten nära hotad i Finland. Arten är reproducerande i Sverige. Artens livsmiljö är fuktiga lundar. Inga underarter finns listade i Catalogue of Life.